# Imagina
Le forum international des nouvelles images, qui prend en 1986 le nom d’Imagina, est un salon dédié aux nouvelles technologies de 1981 à 2011 à Monaco.
Il est organisé tous les ans par l'Institut national de l'audiovisuel (INA) de 1981 à 2000 dans le cadre du Festival de télévision de Monte-Carlo.

## Historique
La compétition des prix « Pixel-INA » est créée en 1985 pour récompenser les œuvres les plus créatives réalisées avec des images de synthèse. Chaque prix décerné donne lieu à la remise d'une théière, symbole de la création d'images par ordinateur depuis 1975 et la fameuse théière de Newell.
La 11e édition du salon, en 1992, est consacrée « À la conquête des mondes virtuels » avec la représentation d'animations, de l'art génétiques et des effets spéciaux. En 1993, le thème principal du forum est dédié au « temps réel et ses nombreuses applications en matière de communication et d'univers virtuel ». Des sessions de téléprésence et de télé-virtualité sont organisées pour partager un même tableau noir. En 1995, la thématique dédiée au forum porte sur l'« Ère Cyber ». Deux présentations sont effectuées avec l'utilisation des données de GPS : la régate sportive de voile de la Coupe Louis-Vuitton permettant de retracer en temps réel les trajectoires des concurrents et un assistant de déplacement pour les aveugles dont le Pr Reginald Colledge (lui-même aveugle) effectue la démonstration d'être guidé dans n'importe quelle situation de repérage,. Le thème de la manifestation de l'année 1998 est « le numérique intégral ».
À la suite du désengagement de l'INA en août 2000, l'association organisatrice MonacoMediax entreprend de modifier le concept de la manifestation. Le salon se déroule ensuite en début d'année au Grimaldi Forum de Monaco de 2002 à 2012.
Imagina est le rendez-vous incontournable des professionnels de la 3D en Europe.
Depuis 2011, la manifestation a disparu. La marque « Imagina » est récupérée par un congrès de dentistes.

## Compétition
Imagina Awards
Le but des « Imagina Awards » (ayant succédé aux Prix « Pixel-INA » à partir de 2002) est de promouvoir la bonne utilisation de la 3D, identifier les références du marché, mettre à l'honneur les étoiles montantes, encourager les visionnaires, récompenser les innovateurs, partager le savoir et les expériences, favoriser les collaborations et améliorer les connaissances.
La compétition récompense la qualité d'une image de synthèse, la pertinence d'un scénario, mais aussi les valeurs des progrès industriels offerts à un métier. Ainsi, il s'agit de valoriser des analyses, des études et des projets réalisés grâce aux technologies 3D en promouvant les bénéfices qu’elles apportent à un métier en phase de transition vers la 3D.
Pour le lauréat, c’est un moyen de se distinguer, développer sa notoriété et se voir récompensé pour ses efforts d’adaptation entrepris.
Dix trophées sont remis par des jurys de professionnels dans quatre catégories :
Architecture
- Meilleur Film de Communication ;
- Meilleure Animation Technique.

Industrie
- Meilleur Design et Communication.

Urbanisme et Paysage
- Trophée 3D de l’Aménagement du Territoire ;
- Trophée 3D de la Gestion du Territoire ;
- Trophée 3D de la Valorisation du Territoire.

Digital Entertainment
- Meilleur Court Métrage ;
- Meilleur Projet Étudiant ;
- Meilleurs Effets Spéciaux ;
- Meilleur Film Publicitaire ou Meilleur Clip Vidéo.

### Documentaire
- Les images de synthèse : Imagina 2, le 8e festival, Paris, INA, Radio France et France Culture, coll. « Grand angle », 1988, 59 min 19 s (présentation en ligne).